# Nericonia nigra
Nericonia nigra là một loài bọ cánh cứng trong họ Cerambycidae.